# Asilus consanguineus
Asilus consanguineus är en tvåvingeart som beskrevs av Macquart 1846. Asilus consanguineus ingår i släktet Asilus och familjen rovflugor. Inga underarter finns listade i Catalogue of Life.